# 向井孝博
向井孝博（日语：／ Mukai Takahiro，1957年11月5日—），日本男子摔跤运动员。他曾代表日本参加1986年和1994年亚洲运动会摔跤比赛，获得一枚银牌。他也曾参加1984年和1988年夏季奥林匹克运动会。